# Shahrestān-e Germī
Shahrestān-e Germī (persiska: شهرستان گرمی, گرمی) är en delprovins (shahrestan) i Iran.   Den ligger i provinsen Ardabil, i den nordvästra delen av landet, 500 km nordväst om huvudstaden Teheran. Administrativ huvudort är Germi.
Delprovinsen hade 76 901 invånare 2016.